# Chalcides minutus
Chalcides minutus (малий трипалий сцинк) — вид сцинкоподібних ящірок родини сцинкових (Scincidae). Мешкає в регіоні Магрибу.

## Поширення і екологія
Малі трипалі сцинки мешкають на північному сході Марокко, на крайньому північному заході Алжиру та в іспанському ексклаві Мелілья, зокрема в Рифських горах, північно-східній частині Середнього Атласу і горах Тлемсен. Ареал виду розділений річкою Мулуя. Малі трипалі сцинки живуть на луках, в дубових рідколіссях, поблизу струмків та поблизу струмків і сільськогосподарських угідь. Живородні.

## Збереження
МСОП класифікує цей вид як вразливий. Chalcides minutus загрожує знищення природного середовища.